# Pierre-Étienne-Nicolas Bouvet-Jourdan
Pierre-Étienne-Nicolas Bouvet dit Bouvet-Jourdan, né le 16 janvier 1745 à Chartres où il est mort le 30 janvier 1826, est un homme politique français, député du tiers aux États généraux de 1789.

## Biographie
Pierre-Étienne-Nicolas Bouvet-Jourdan est le fils de Nicolas Bouvet, marchand de soie à Chartres, décédé à Chartres (paroisse Saint-Martin-le-Viandier) le 14 mars 1775, et de Marthe Catherine Daguet.
Pierre Étienne Nicolas Bouvet est marchand de soie et négociant à Chartres. Grand juge-consul en exercice, demeurant à Chartres rue des Changes, paroisse Saint-Martin, il est élu, le 20 mars 1789, député du tiers aux États généraux par le bailliage de Chartres, il vota dans l'Assemblée avec la majorité. Il fut nommé conseiller de Préfecture le 21 germinal an VIII.
À la suppression des ordres religieux lors de la Révolution, leurs livres avaient été empilés dans le cœur et les bas côtés de la cathédrale. Bouvet-Jourdan se chargea, avec l'abbé Claude-Adrien Jumentier, Dattin de Lancey et Bellier du Chesnay, de remettre de l'ordre dans cet ensemble de livres, fondant ainsi la Bibliothèque municipale de Chartres.

### Famille
Marié à Chartres, paroisse Saint-Martin-le-Viandier, le 3 septembre 1770, avec Anne Pétronille Jourdan, fille de Martin Jean Jourdan, marchand négociant, et de Marie Anne Bouvet, il a pour enfants :
- Pierre Nicolas Martin Bouvet, négociant, demeurant à Paris 95 rue Richelieu.

- Louise Catherine Bouvet, épouse de Henry François Raimbert, négociant, demeurant à Châteaudun[4].

- Anne Agathe Bouvet, épouse de René Antoine Raimbert, demeurant à Châteaudun[5].

- Olympiade Victoire Bouvet, épouse d'André Étienne Chartier, demeurant à Chartres.

## Source
- « Pierre-Étienne-Nicolas Bouvet-Jourdan », dans Adolphe Robert et Gaston Cougny, Dictionnaire des parlementaires français, Edgar Bourloton, 1889-1891 [détail de l’édition].